# Discosoma rhodostoma
Discosoma rhodostoma är en korallart som beskrevs av Ehrenberg 1834. Discosoma rhodostoma ingår i släktet Discosoma och familjen Discosomatidae. Inga underarter finns listade i Catalogue of Life.